# 女書店

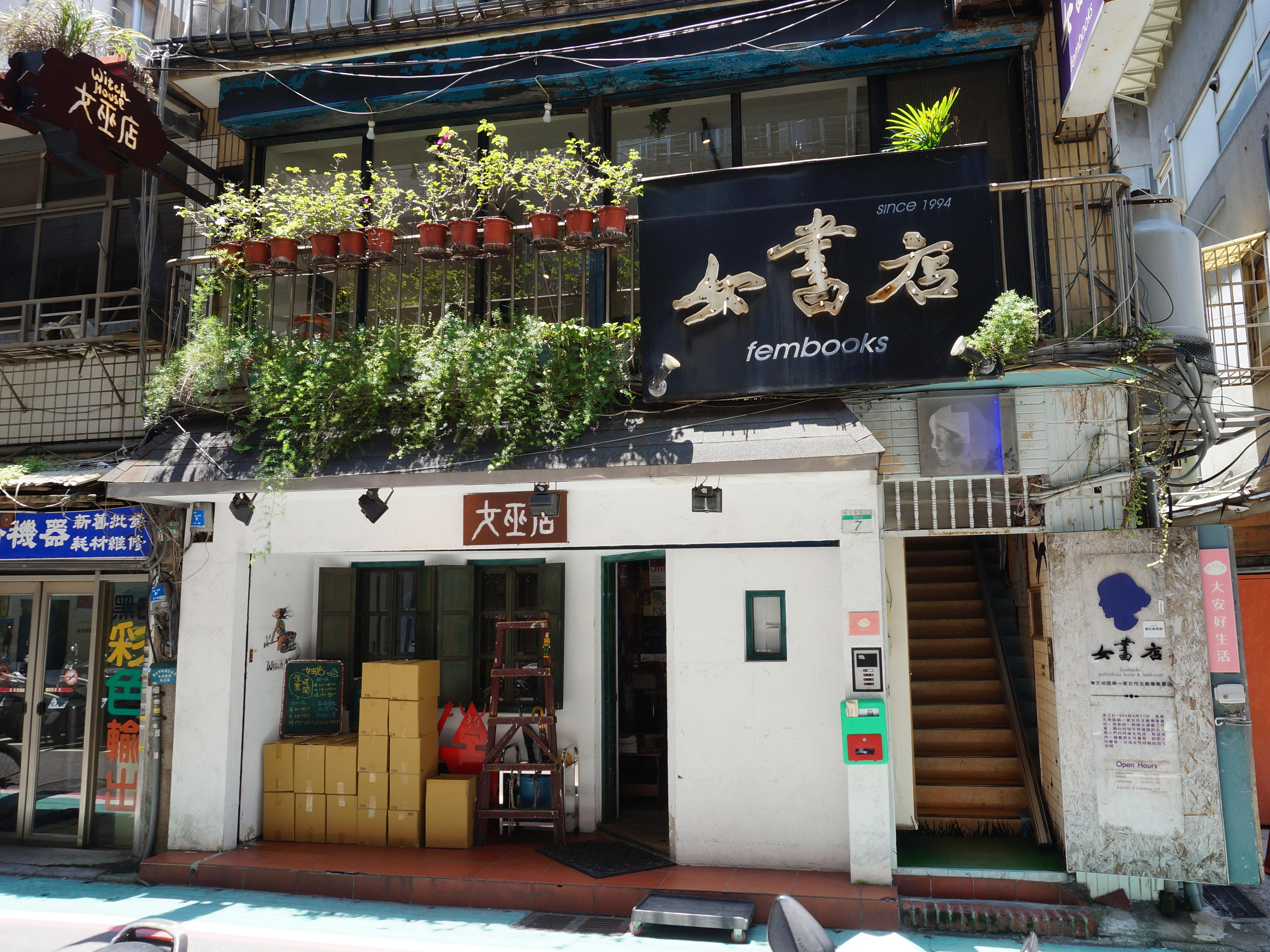
女巫店與女書店

女書店，是華文地區第一家女性主義、專營性別研究的書店，於1994年成立，位於台灣台北市大安區新生南路三段56巷。另有營運女書文化事業有限公司出版社。

## 歷史
1994年4月17日，李元貞、鄭至慧、蘇芊玲等女性運動者集資成立女書店，邀請董陽孜題字「女書店」。選書原則為「女人寫、寫女人、為女人寫」。出版事業則是1996年3月8日開始出版關於女性主義、性別研究的圖書。
2003年，女書店曾遭遇歇業危機。
2006年2月27日，女書店參與民間團體「廢刑235行動聯盟」，聲請釋憲修改或廢除《中華民國刑法》第235條（散布猥褻物品罪）。
2007年，國家文化總會規劃女書店為臺灣女性文化地標。
2017年6月，女書店宣布即將於7月結束門市業務，但股東認為女書店是婦女運動重要的一節，同時由於負債多為出資股東所著書籍的版稅，股東們決定捐出版稅。
2017年10月，女書店於網頁公告將持續銷售本版書及精選的相關書籍，並開放女書店營業空間供各界人士租用。
2018年3月16日，女書店營業時間改為星期二至星期日11:00－21:00（星期一及國定假日公休）。

## 「女書」圖標

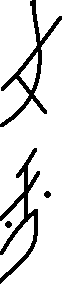
女書寫的「女書」二字。

女書文化所使用的圖標，來自江永女書的字體。目前的圖標出自發行人鄭至慧之手。鄭至慧曾於1990年擔任婦女新知基金會出版部主任時參與女書文字的調查研究。
女書是表音文字。「女書」二字，也通「女抒」；女書文化也用了這個意義。

## 業務
- 出版關於女性主義、性別議題、性别研究的圖書
- 展示販售關於類似主題的圖書與影音產品
- 展示販售原住民手工飾品
- 舉辦座談會

## 外部連結
- 女書店官方網站（需要JavaScript）

Template:台灣女性主義書店